# Maia, Mureș
Maia este un sat în comuna Bereni din județul Mureș, Transilvania, România.

## Imagini

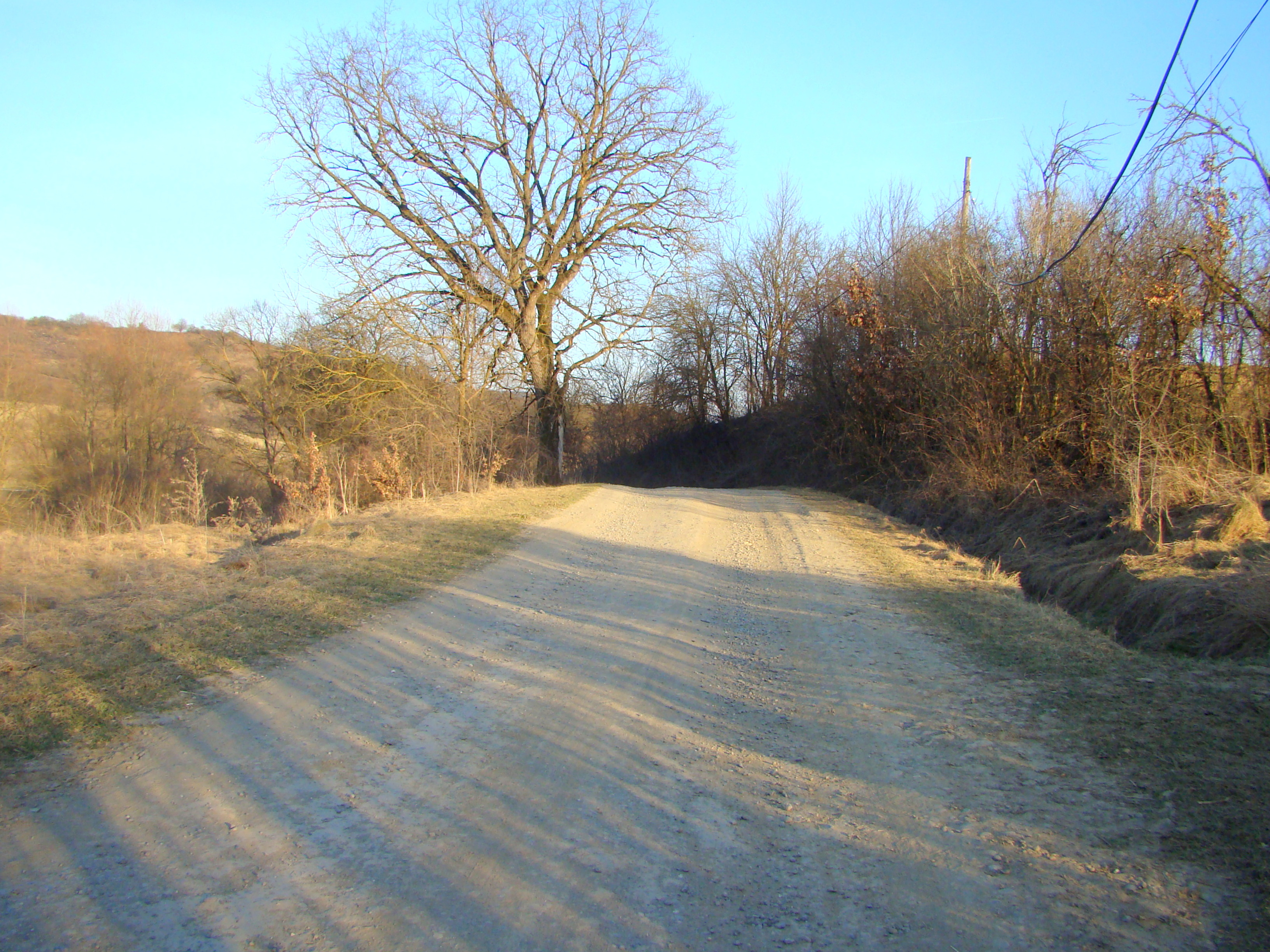
Drumul comunal spre satul Maia
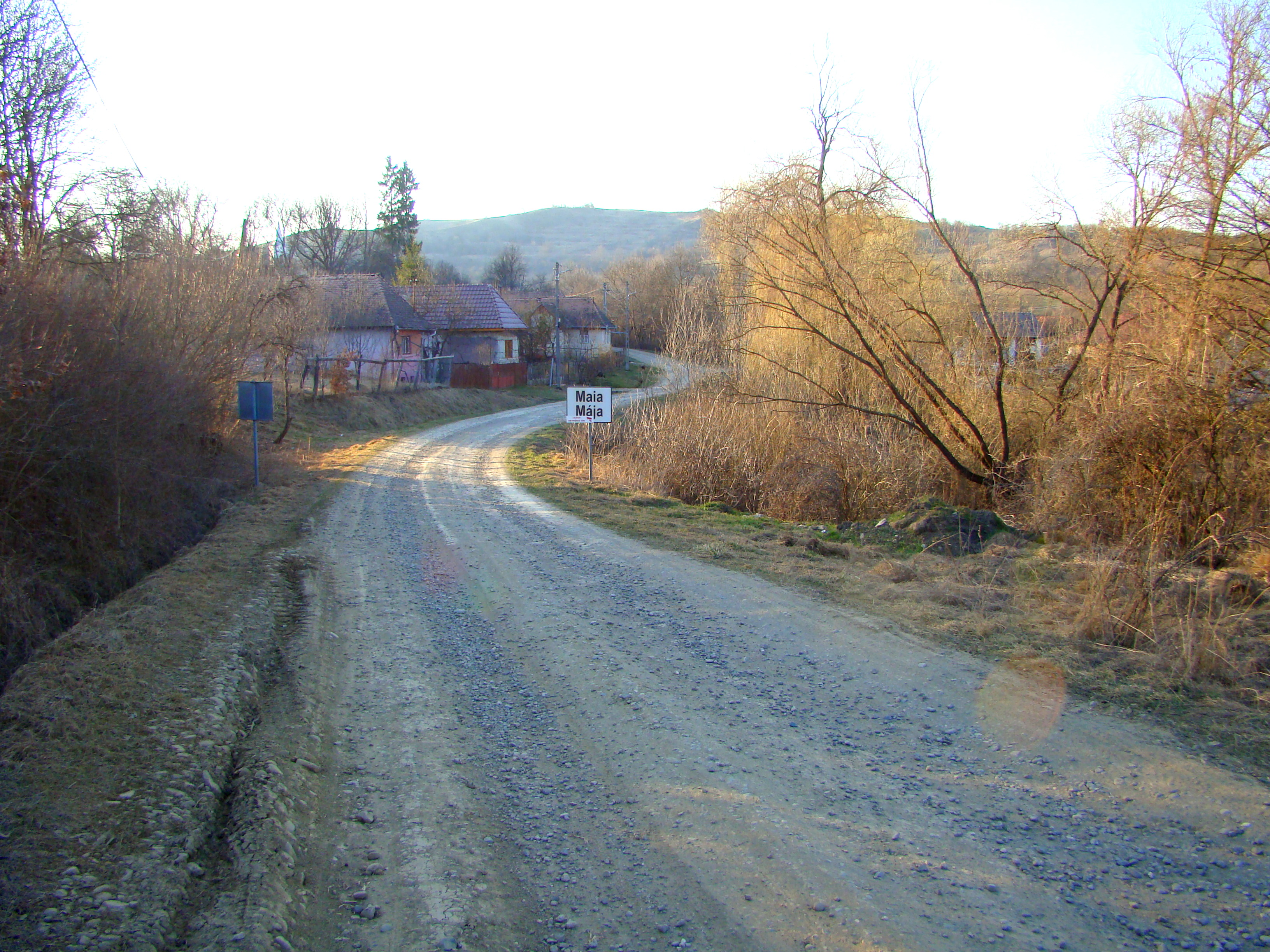
Intrarea în localitate
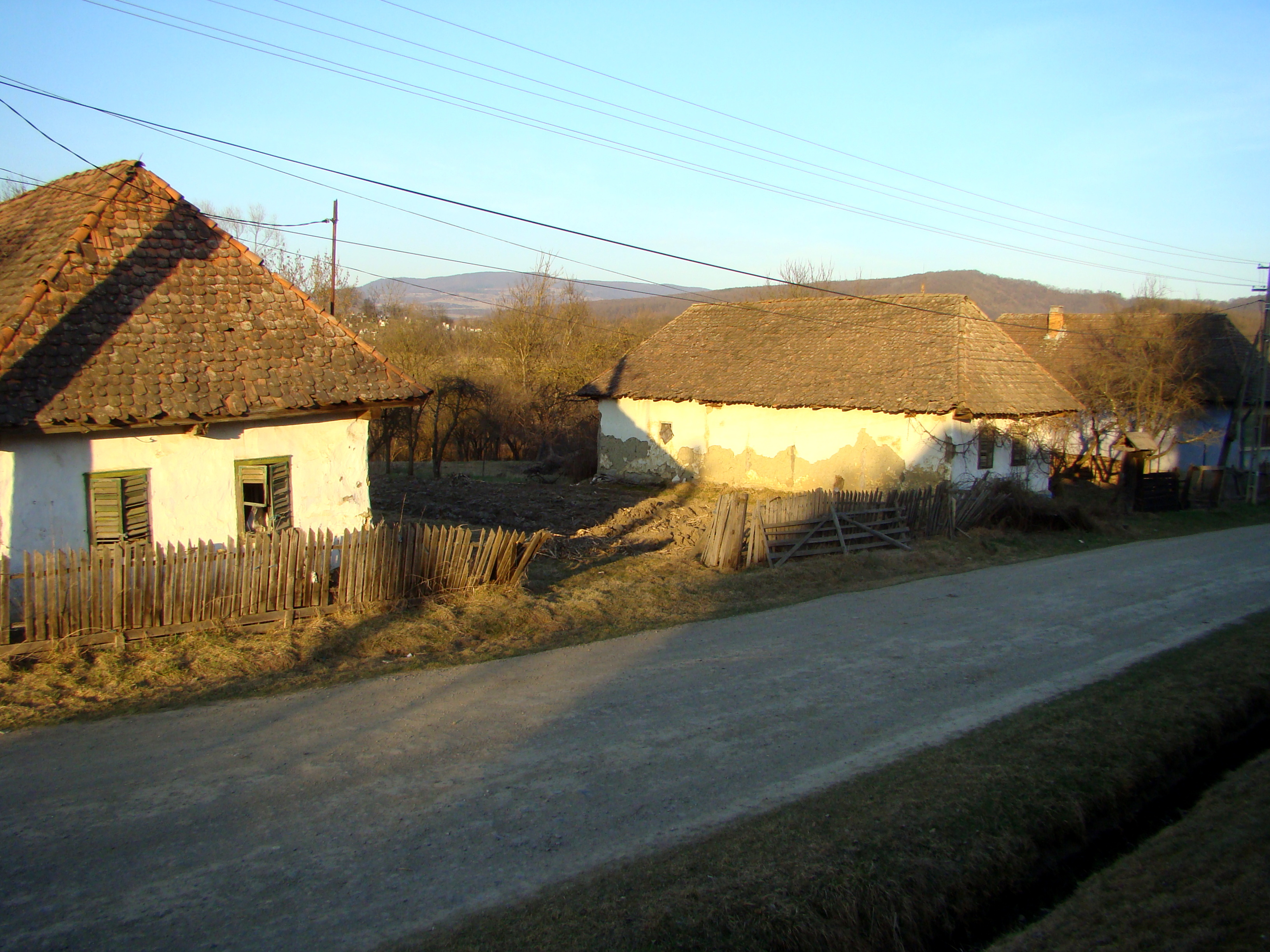
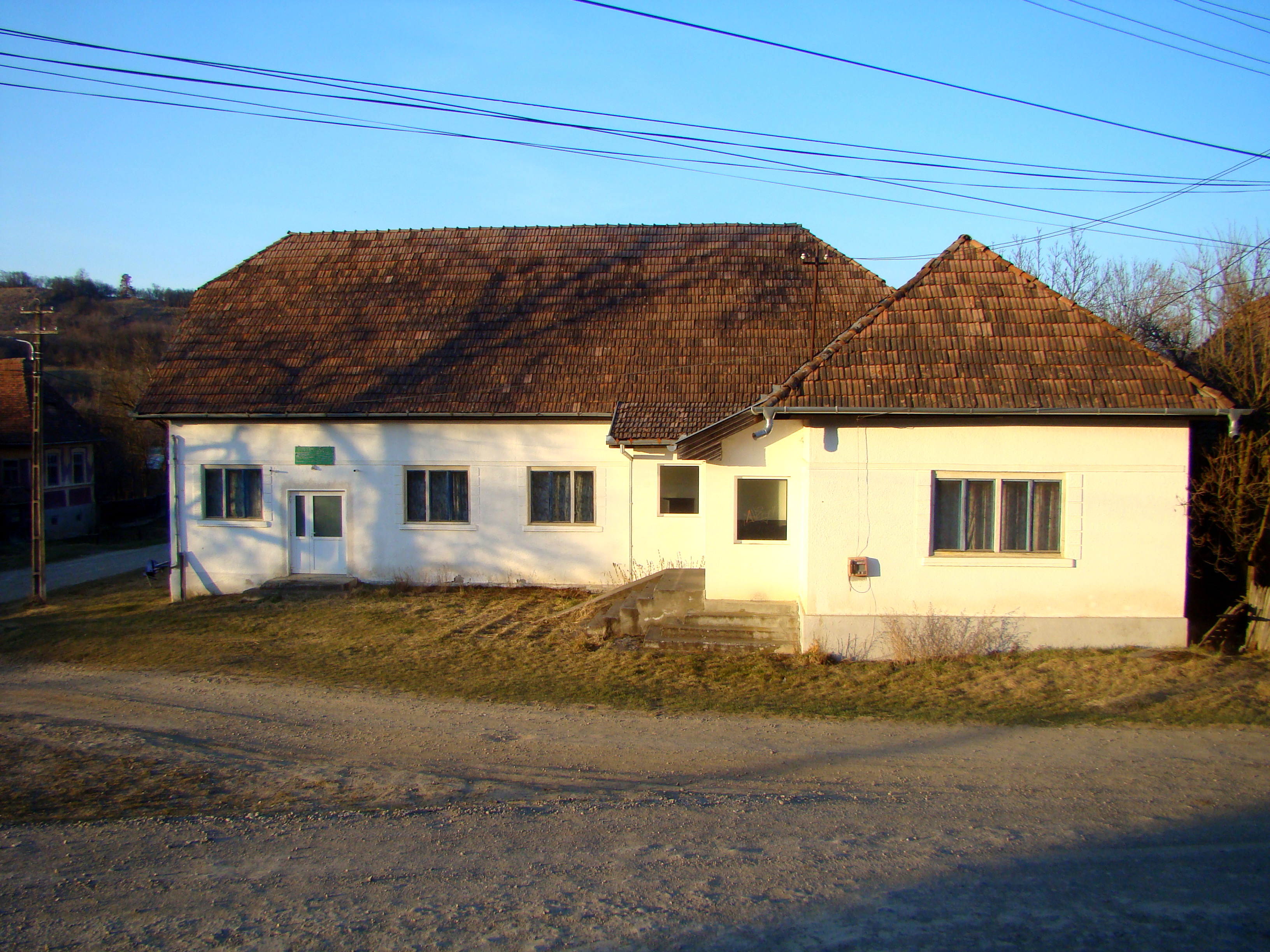
Căminul cultural
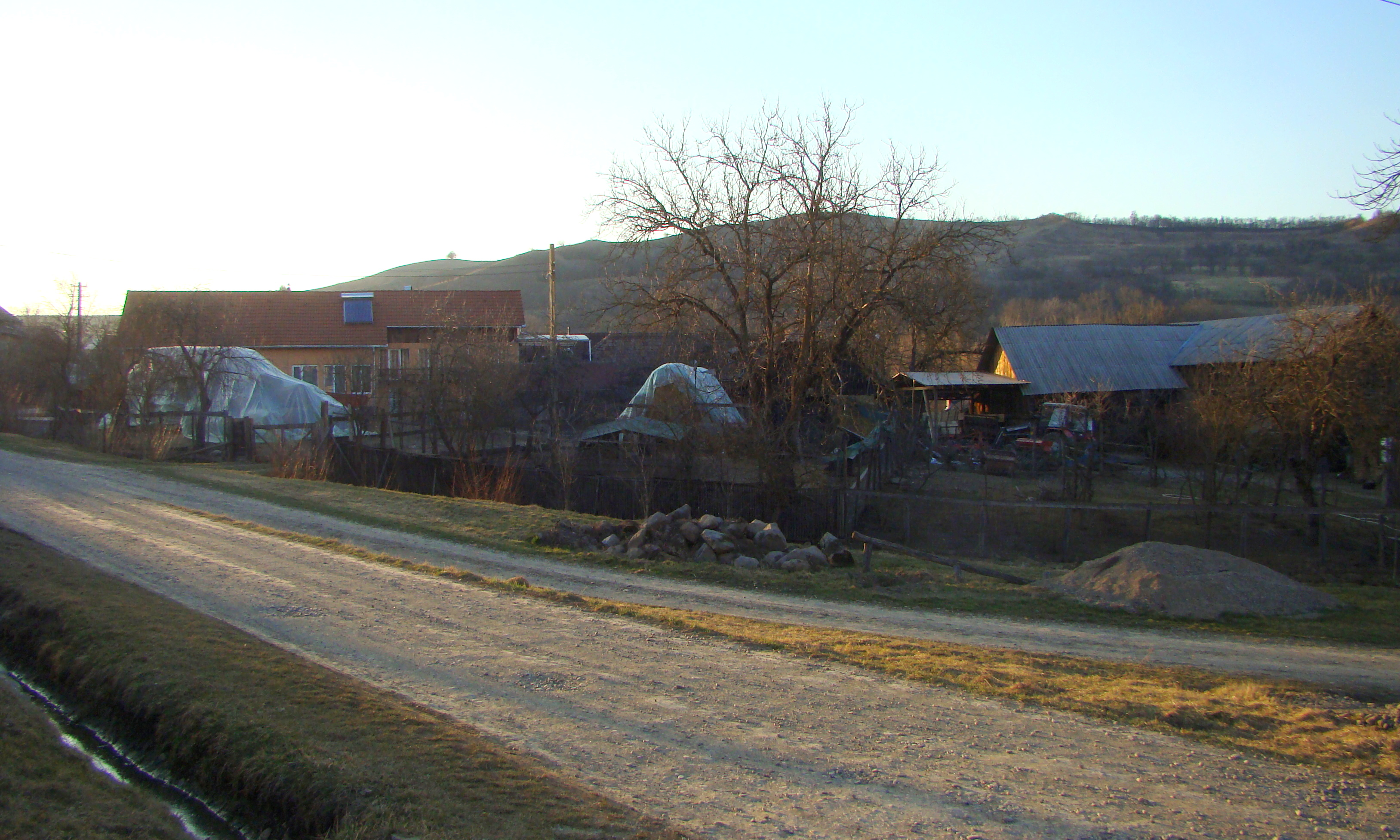
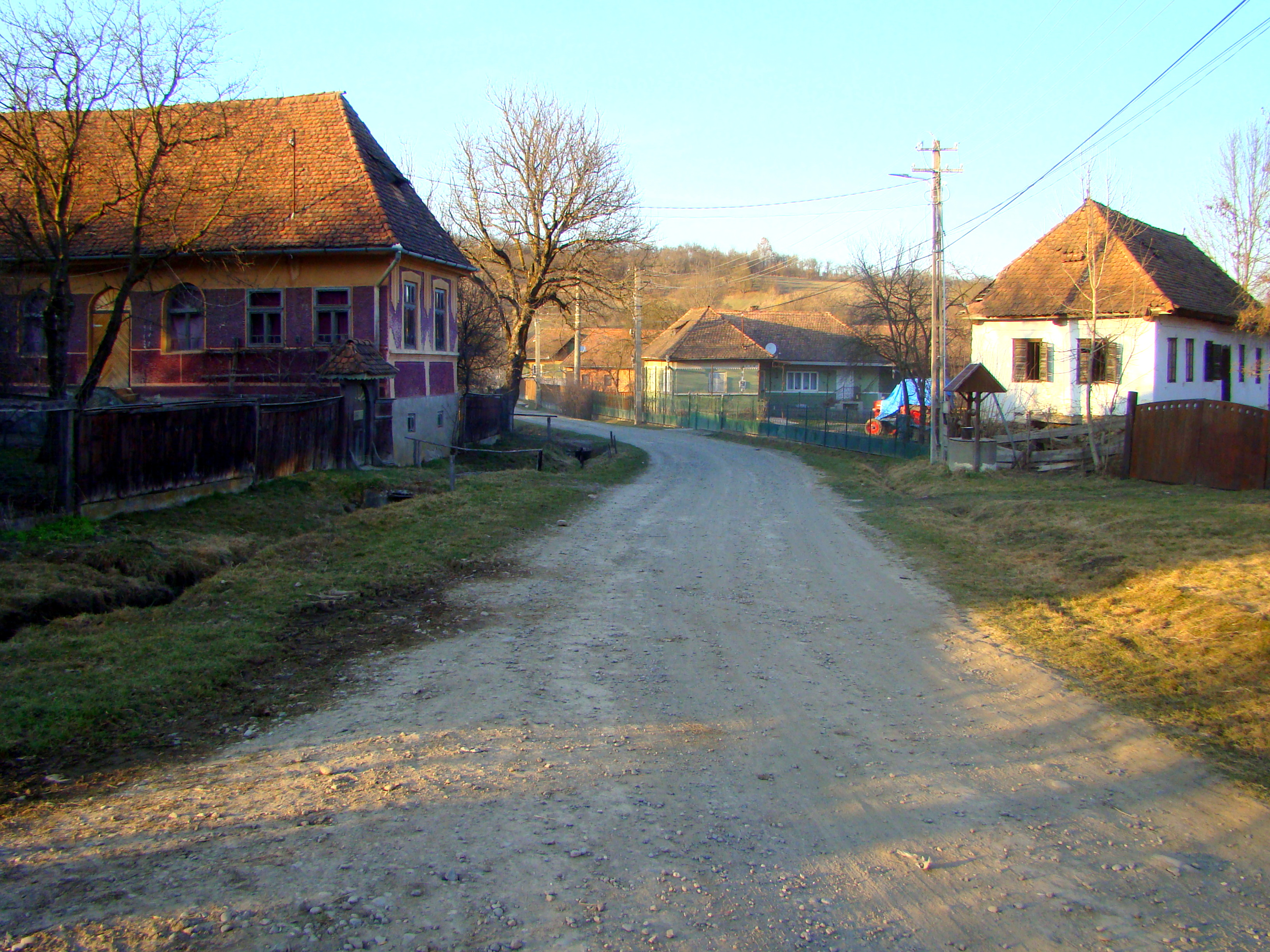
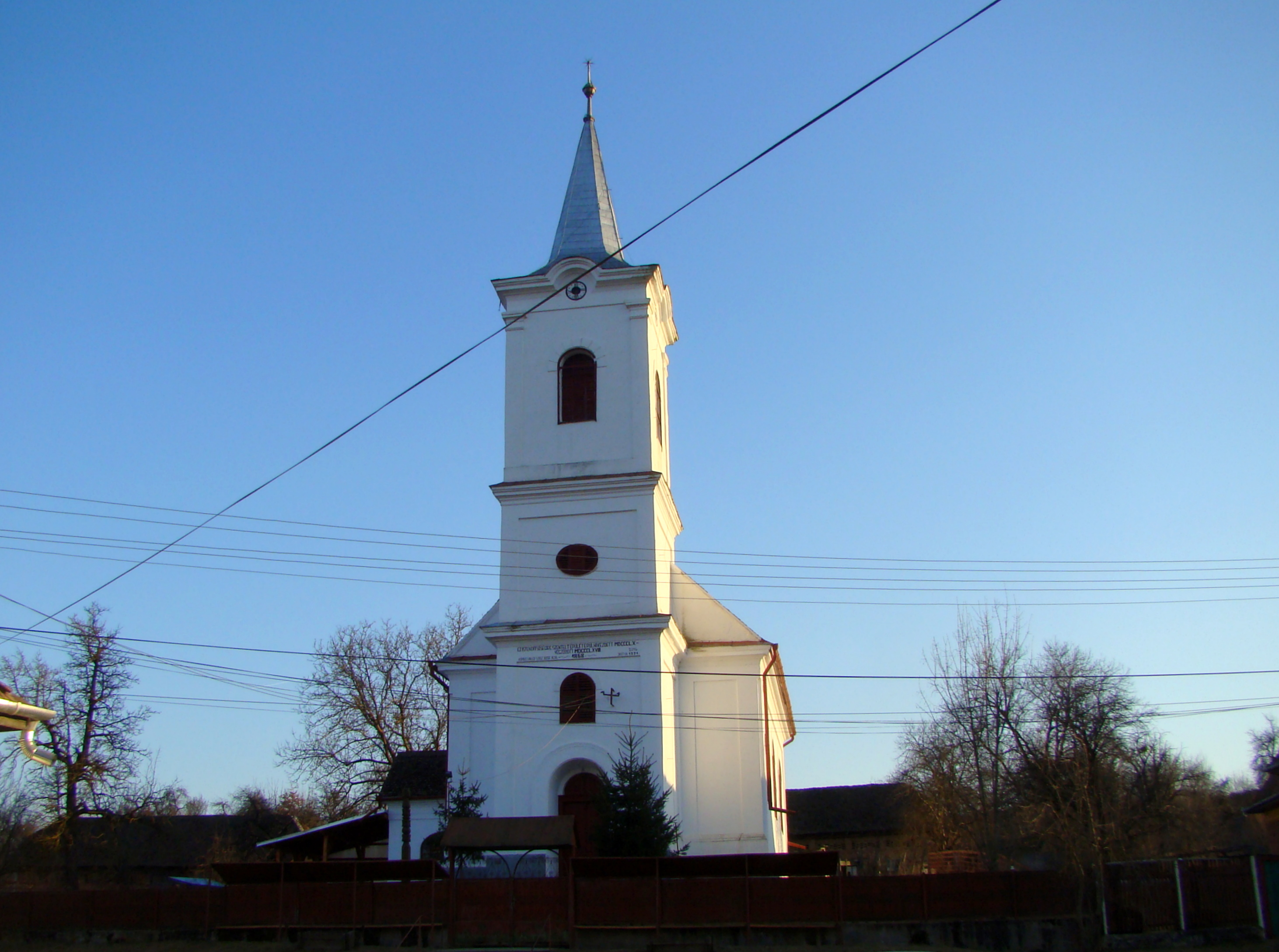
Biserica reformată (1858)
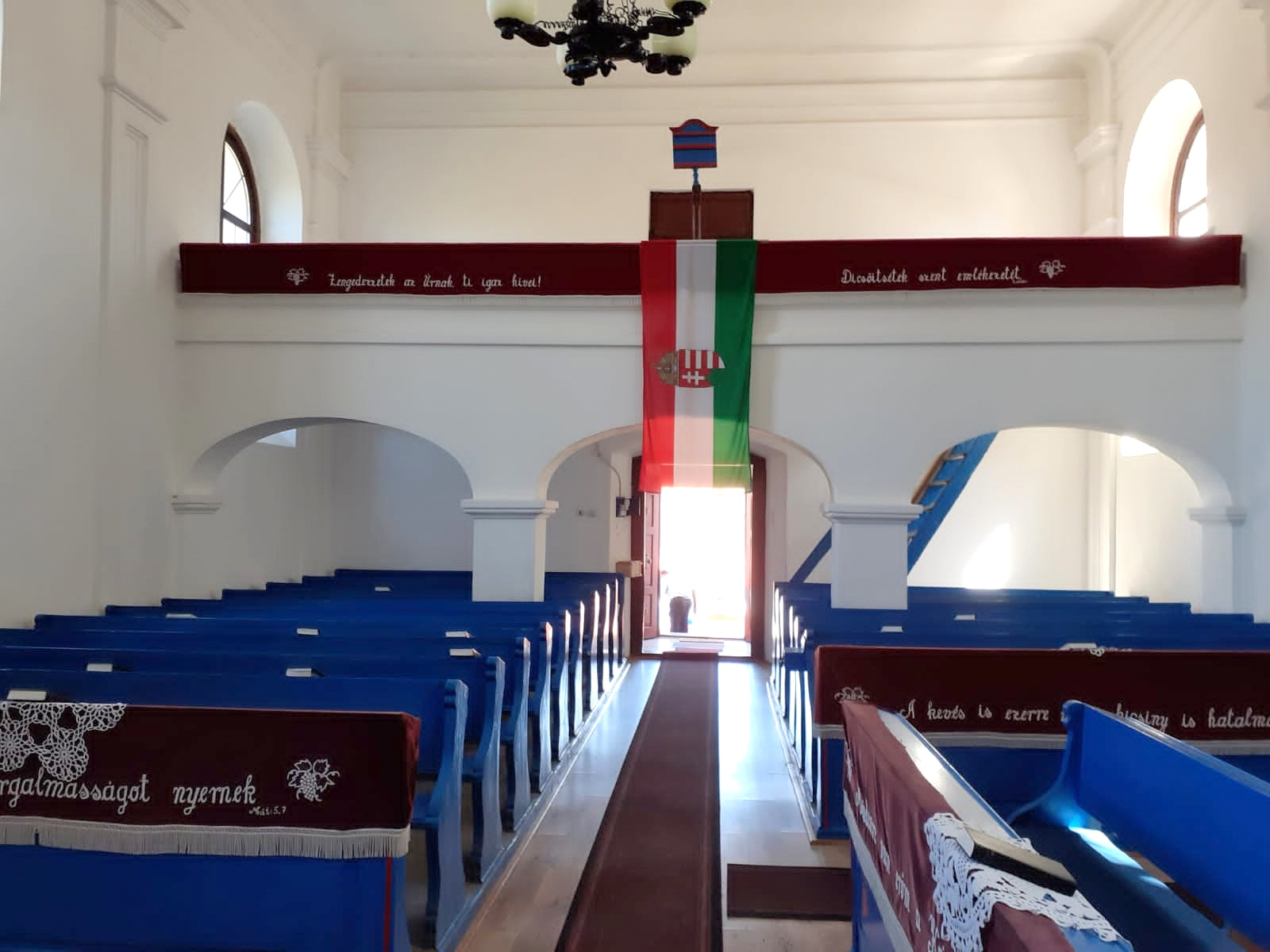
Biserica reformată (1858)
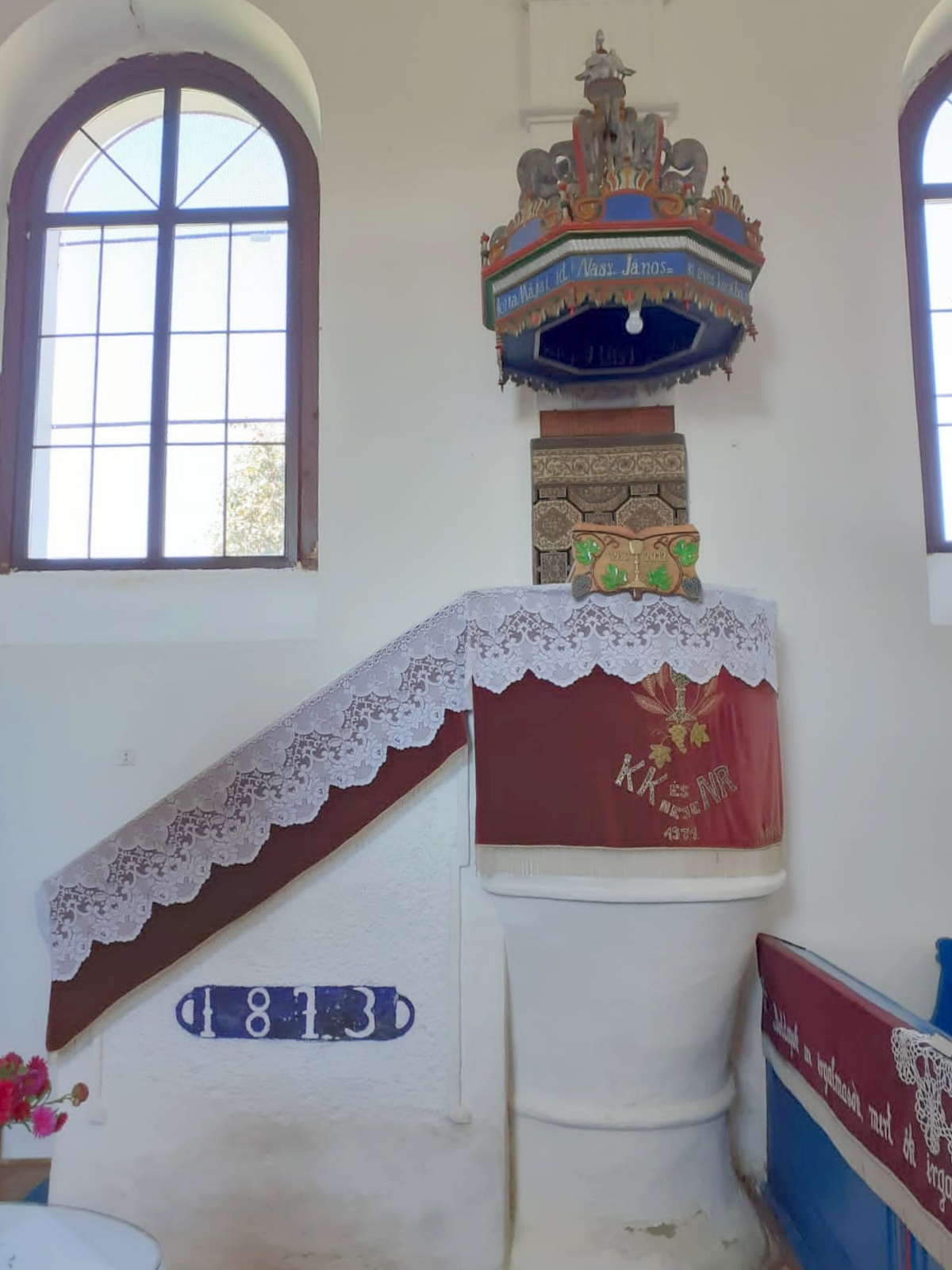
Amvonul
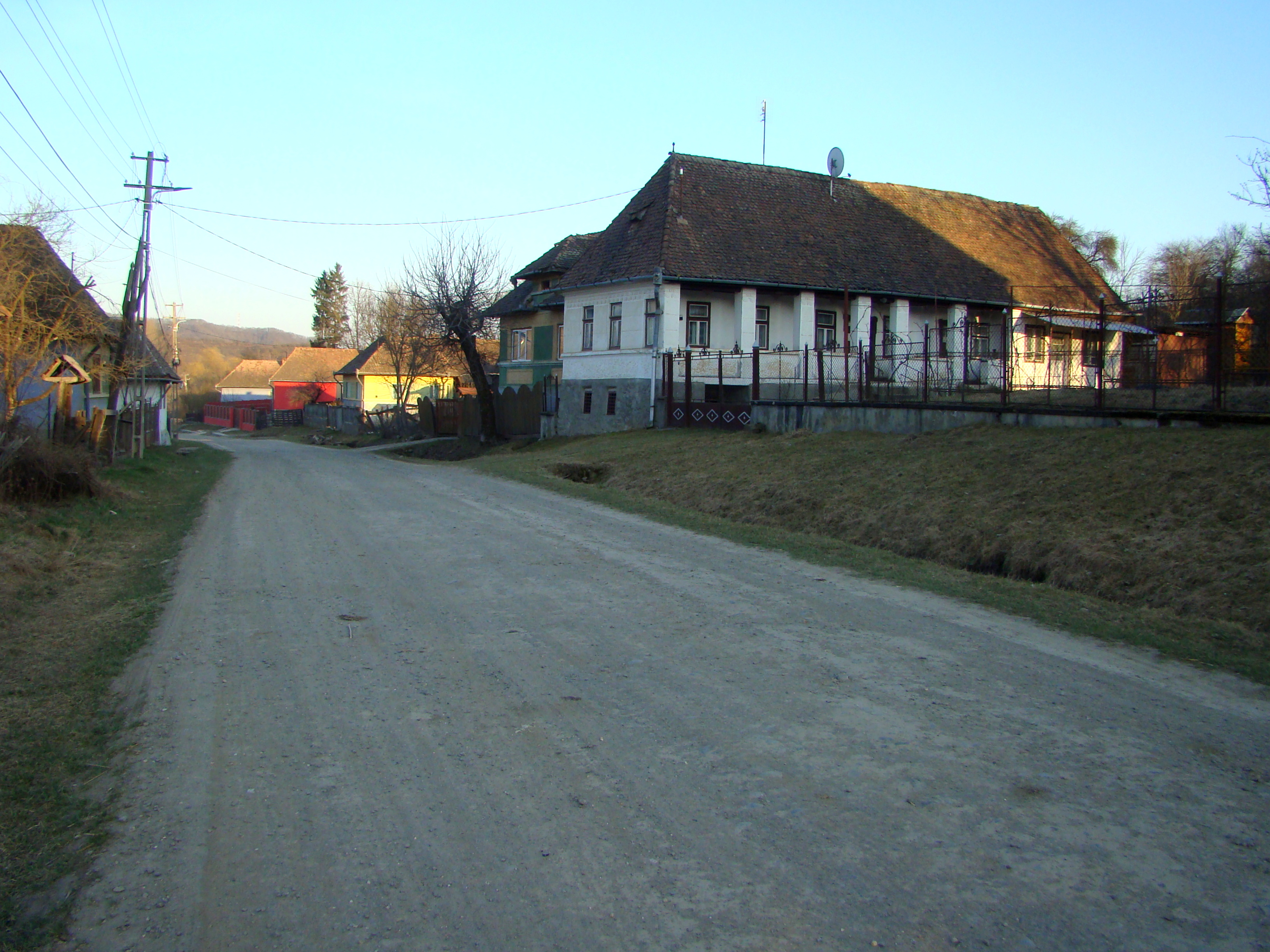
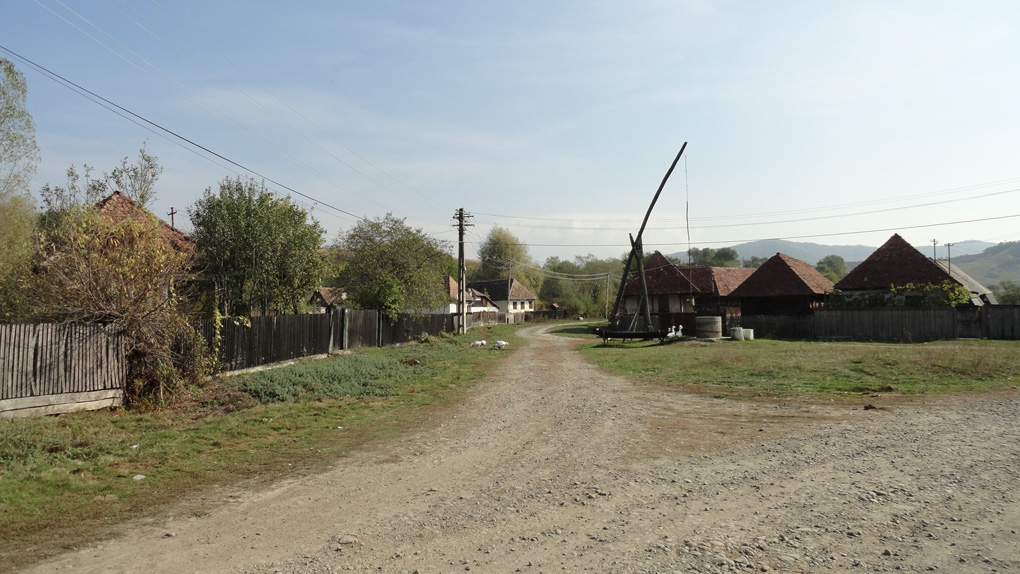
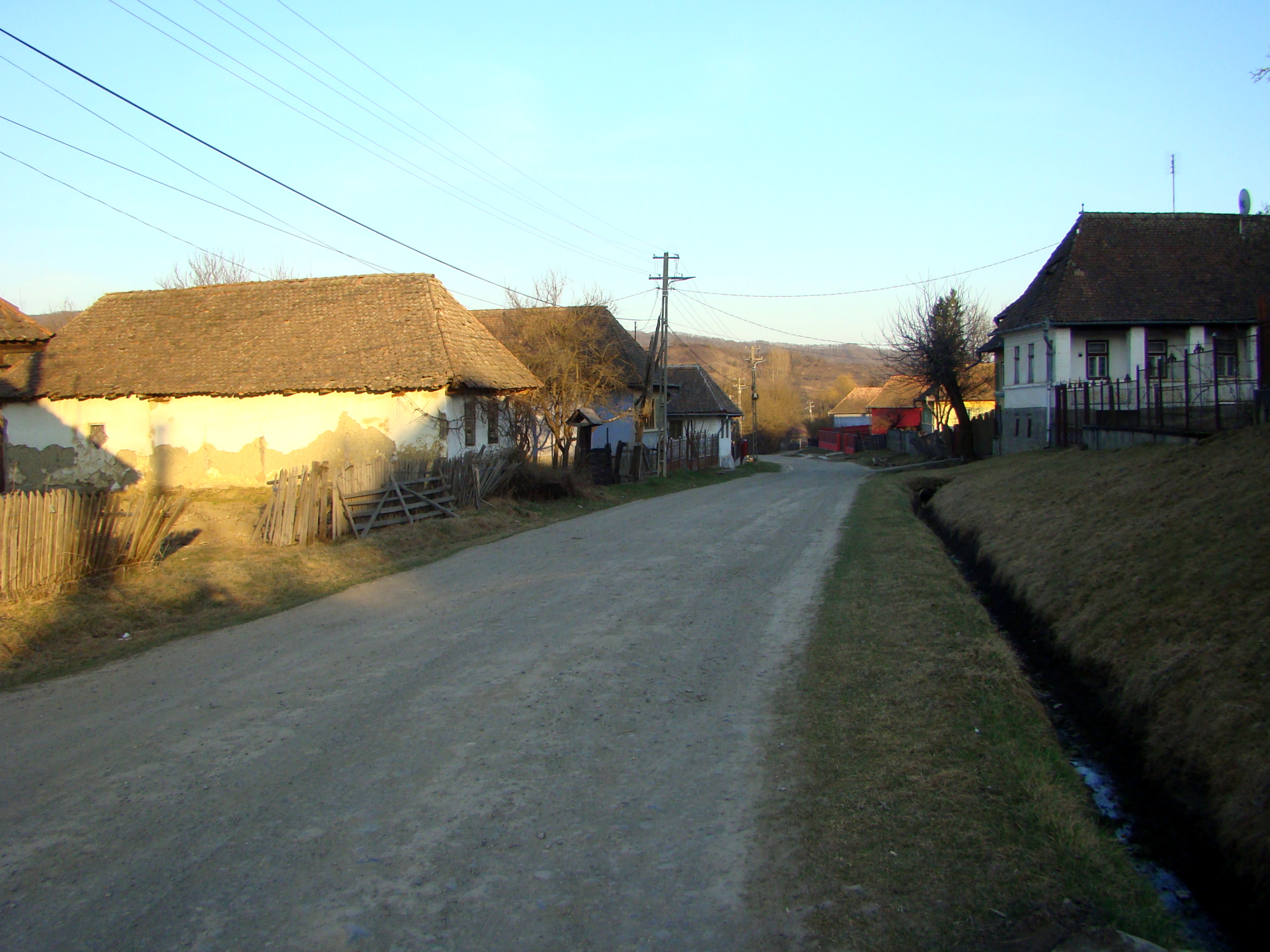
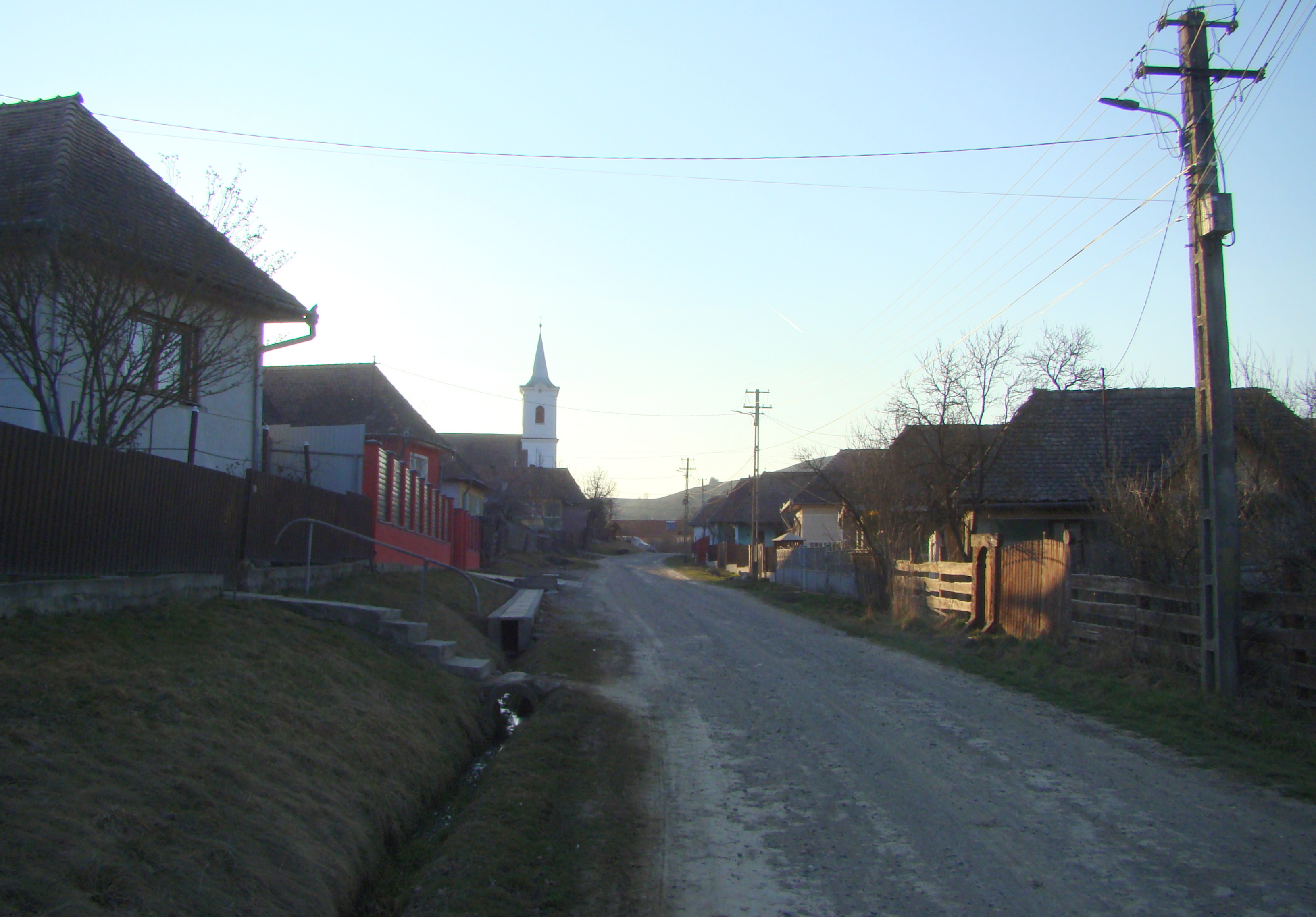
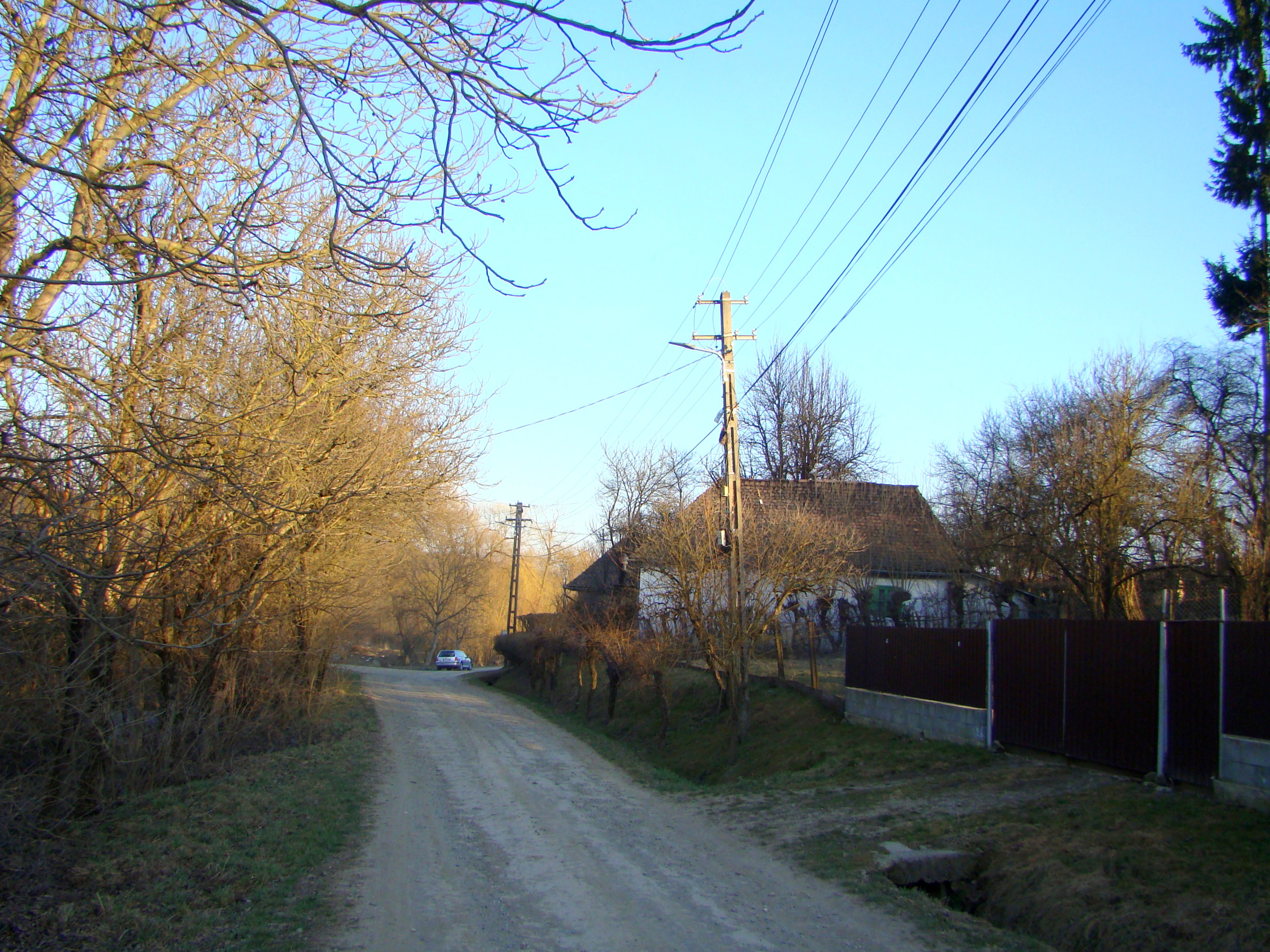
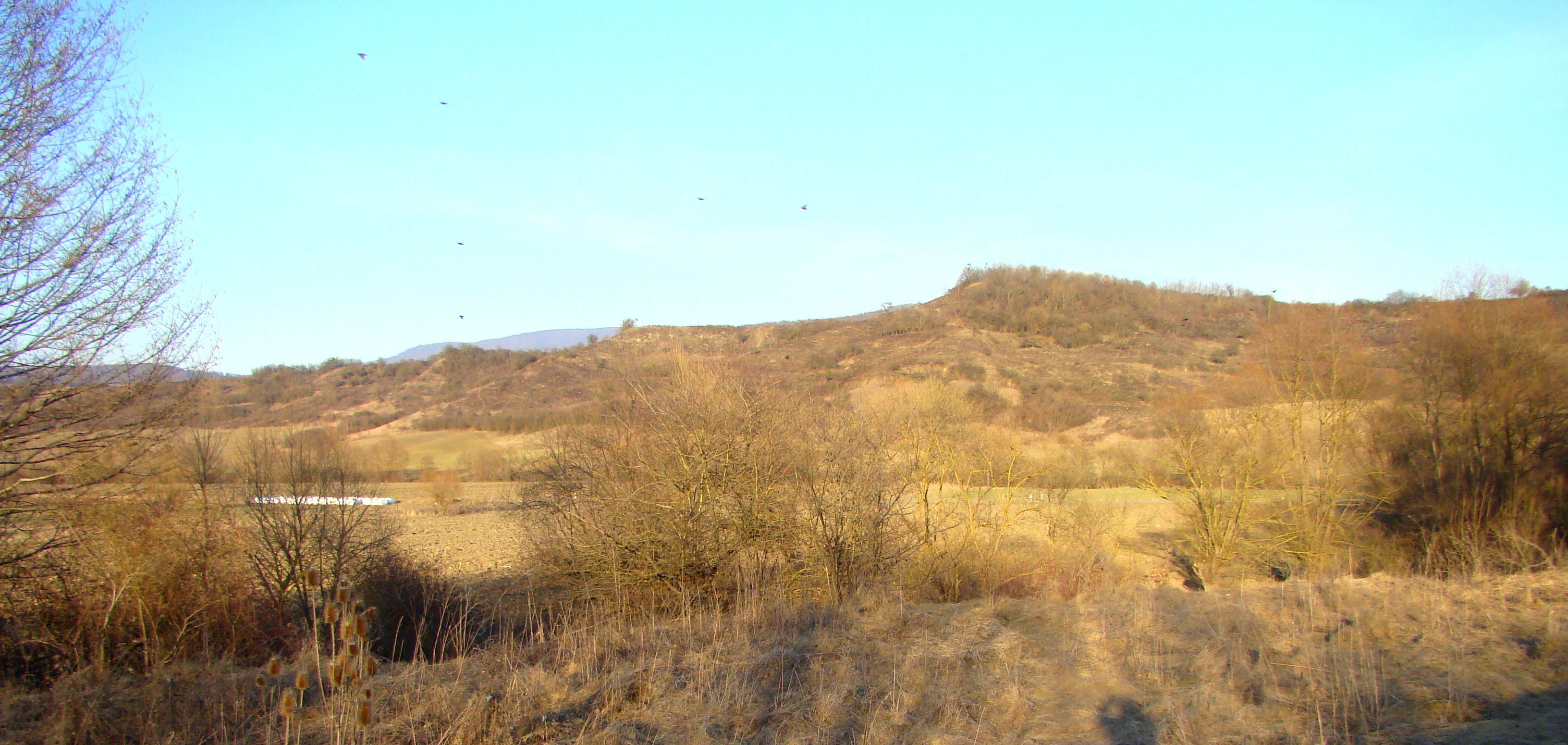